# Гаряев, Николай Николаевич
Николай Николаевич Гаряев — Советский и российский государственный и общественный деятель. Почётный гражданин Кирова (2017).

## Биография
Родился в посёлке Ленинское Шабалинского района 2 января 1947 года.
Окончил Вятский государственный университет (1978).
Трудовую деятельность начал в 1964 году слесарем на электромашиностроительном заводе им. Лепсе. После службы в армии продолжил работать на заводе мастером, заместителем начальника цеха, начальником цеха.
В 1978 году без отрыва от производства окончил строительный факультет Кировского политехнического института.
В 1984—2007 годах — заместитель председателя Ленинского райисполкома, заместитель председателя Кировского горисполкома, заведующий отделом, управляющий делами администрации города Кирова, председатель комитета ценовой политики администрации области, руководитель службы по ценовому регулированию Кировской области.
Политический и видный общественный деятель государственного и муниципального уровня, его публичная деятельность, яркие выступления и законодательные инициативы попадали в фокус широкого общественного внимания и оказывали существенное влияние на жизнь Кировской области и России.
Глава города Елена Ковалёва вручила знак и диплом Почетного гражданина города Кирова за выдающийся вклад в сохранение культурно-исторического наследия города Кирова, активную общественную, просветительскую и патриотическую деятельность.
С 2007 года основатель и руководитель НКО «Золотой фонд Вятки» по организации издательской и культурно-просветительской деятельности, руководитель проекта по выпуску серии книг «Почётные граждане города Кирова» о выдающихся деятелях города, внёсших большой вклад в развитие его экономики, истории и культуры. Под его руководством издано 30 книг общим тиражом более 28 тысяч экземпляров. На счету НКО «Золотой фонд Вятки» и трёхтомное издание «Город, ковавший победу. Киров в годы Великой Отечественной войны 1941—1945 гг.», а также книги: «Ветераны», Почётные ветераны" и «Ветераны. Продолжение традиций». Другим направлением деятельности фонда и его председателя является установка мемориальных досок на зданиях, где жили или работали Почётные граждане города. Николай Николаевич передал в дар Вятскому колледжу культуры уникальную коллекцию – серию книг «Почетные граждане города Кирова» из 30 томов.
Его трилогия, посвященная вкладу трудового Кирова в дело Великой Победы стали весомым аргументом в присуждении городу Киров звания «Город трудовой доблести».
Избирался депутатом Ленинского районного и Кировского городского Советов народных депутатов. Член рабочей комиссии по изучению общественного мнения о присвоении звания «Почётный гражданин города Кирова»; комиссии администрации города Кирова по контролю за установкой и содержанием мемориальных досок и других памятных знаков; комиссии по контролю за установкой, содержанием и сносом монументальных памятников, не отнесённых к объектам культурного наследия народов РФ в г. Кирове; член попечительского совета Кировской областной научной библиотеки им. А. И. Герцена. Почётный член Вятского общества нумизматов и коллекционеров. 
Скоропостижно скончался от коронавируса 24 декабря 2020 года. Похоронен в Кирове.
В июне 2022 года депутаты Кировской городской Думы проголосовали за установку мемориальной доски на фасаде дома № 38 на ул. Карла Маркса, где он жил.
Вышла в свет книга о почётном гражданине города Кирова Николае Гаряеве .
23 марта 2022 в библиотеке им. Герцена прошел вечер памяти почётного гражданина города Кирова Николая Гаряева.
В презентации издания приняла участие глава города Елена Ковалева.

– Заслуги Николая Николаевича Гаряева были неоднократно отмечены руководством города и области. При этом он оставался скромным человеком, настоящим подвижником, который трудился не ради признания, а по велению сердца. Все, что он сделал для города, – огромный труд, значение которого нам еще предстоит оценить. И пусть эта книга воспоминаний о Николае Николаевиче станет своеобразным памятником ее создателю.— 

## Семья
был женат. Имел сына Артёма.

## Память
- В Кирове открыли мемориальную доску Николаю Гаряеву [14].

Подвижник и энтузиаст, талантливый организатор, Николай Николаевич Гаряев на деле показывал жителям города, что добрые дела во славу города никогда не будут забыты, — комментируют в пресс-службе администрации города— 
.

## Награды и звания
Дважды Лауреат премии Кировской области в области литературы и искусства.
Награждён медалями:
- «100 лет профсоюзам России»,
- «Киров — город трудовой славы»,
- «Знаменосец победы Григорий Булатов»
- Юбилейная медаль «50 лет Победы в Великой Отечественной войне 1941—1945 гг.»
- Юбилейная медаль «60 лет Победы в Великой Отечественной войне 1941—1945 гг.»
- Юбилейная медаль «70 лет Победы в Великой Отечественной войне 1941—1945 гг.»

знаками:
- «Отличный пограничник»,
- «Отличник гражданской обороны СССР»,
- «За мужество и любовь к Отчизне»,
- «За заслуги перед городом», «80 лет Кировской области»